# Acridina

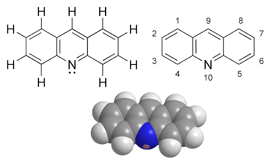
Estructura

Acridina, C13H9N, és un compost orgànic heterocíclic nitrogenat. També es fa servir aquest terme per a descriure els compostos que contenen N triciclic amb carboni (C13N tricycle).
L'acridina està estructuralment relacionada amb l'antracè amb un dels grups CH centrals substituïts pel nitrogen. L'acridina és un sòlid incolor. Es va aïllar primer del quitrà d'hulla. És la matèria primera per a fer alguns tints i drogues valuoses. Moltes acridines com la proflavina, també tenen propietats antisèptiques. L'acridina i els seus derivats uneixen l'ADN a l'ARN per la seva capacitat d'intercalació. L'acridina taronja (3,6-dimetilaminoacridine) és un colorant metacromàtic específic d'àcids nucleics útil, per la determinació del cicle cel·lular. L'Acridarsina deriva formalment de l'acridina per substitució de l'àtom de nitrogen per arsènic i l'acridofosfina deriva de l'acridina per substitució del nitrogen per fòsfor.

## Història
L'acridina va ser aïllada primer l'any 1871 per Carl Gräbe i Heinrich Caro.

## Propietats físiques
L'acridina i els seus homolòlegs són compostos estables de caràcter àcid feble. L'acridina té un pKa de 5,6, el qual és similar al de la piridina. L'acridina cristal·litza en agulles que es fonen a 110 °C, irrita la pell i té una fluorescència blava en solució amb les seves sals.

## Propietats químiques
L'acridina combina ràpidament amb iodur d'alquil per a formar iodurs d'acridini que finalment es transformen en N-alquil acridones. Per oxidació amb permangant de potassi dona àcid acridínic C9H₅N(COOH)₂ o àcid carboxílic-1,2-quinolina.

## Relació amb el càncer
Se sap que l'acridina és un carcinogen. causa mutacions en l'ADN.